# Бакунц Аксель
Бакунц Аксель (13 (25).VI 1899, Горіс — 1937) — вірменський радянський письменник.

## Життєпис
Бакунц народився 1899 року в місті Горіс у Вірменії і здобув освіту в семінарії Геворкян в Ечміадзині. Завжди відвертий, його перша публікація, сатирична розповідь про мера Горіса, принесла йому ув'язнення в 1915 році. Згодом він служив вірменським добровольцем у битвах за Ерзурум, Карс і Сардарабад. 
У 1918-1919 роках працював учителем, коректором і репортером у Єревані. У 1920 році був прийнятий до Харківського інституту в Україні для вивчення сільського господарства. Після закінчення інституту в 1923 році працював агрономом у Зангезурі, регіоні Вірменії, який посідає чільне місце в його оповіданнях.
Його перша публікація відбулася у 1918 році. Його збірка поезій «Темне міжгір'я» була опублікована в 1927 році. Аксель є автором історико-революційних творів, таких як «Сіячі чорних нив» (1933), «Ліщини братерства», а також сатиричних повістей «Овнатан Марч» (1927) і «Кіорес» (1935). Романи «Хачатур Абовян» і «Кармракар» не були завершені. Аксель також написав сценарії до кількох фільмів.
З 1926 року оселився в Єревані, де швидко зарекомендував себе як обдарований письменник своєю першою збіркою оповідань під назвою "Мтнадзор" ("Темна долина"). Його творчий доробок включає збірки оповідань, різні окремі статті в пресі, фрагменти романів, знищених після його арешту в 1936 році, та три сценарії для фільмів, знятих "Гієфільмом" у 1930-х роках.
Колега і друг Єгіше Чаренца, Бакунц був членом Вірменської асоціації пролетарських письменників. Бакунц став жертвою сталінського терору і був звинувачений у різних злочинах, включаючи відчуження від соціалістичного суспільства. Він був заарештований у 1936 році і, як вважають, розстріляний після двадцятип'ятихвилинного судового процесу в 1937 році.

## Український переклад
- Альпійська фіалка. К., 1973.[3]